# بطولة السعودية الدولية للإسكواش للسيدات 2018
بطولة السعودية الدولية للإسكواش للسيدات 2018 (بالإنجليزية: Saudi PSA Women’s Squash Masters 2018)‏ هي بطولة سلسلة الاتحاد الدولي لمحترفي الاسكواش التي تبلغ قيمة الجائزة 165000 دولار. أقيمت البطولة في الرياض في الفترة ما بين 7 إلى 12 يناير 2018 وتصنع التاريخ من خلال أول مسابقة إسكواش للسيدات في المملكة العربية السعودية.
تم تأجيل هذه البطولة، المخطط لها أصلاً لعام 2017، مرتين بسبب عدم توفر حكام. الإنجليزية إميلي وايتلوك ترفض المشاركة في الاحتجاج على حالة المرأة في المملكة العربية السعودية. كما تغيبت الإنجليزية لورا ماسارو، صاحبة المركز الرابع في العالم، وكذلك النجمة الأمريكية أماندا صبحي، التي تعتزم عودتها للمشاركة في بطولة الأبطال في منزلها بنيويورك بعد غياب لمدة عام بسبب تمزق وتر أخيل.
في الدور نصف النهائي، مثلت مصر أربع لاعبات، وهو أمر تاريخي في بطولة سلسلة الاتحاد الدولي لمحترفي الاسكواش، ويشهد النهائي انتقام بطولة العالم للاسكواش سيدات 2017 المتنازع عليها مع نور الشربيني الذي فازت على رنيم الوليلي.

## الجائزة والنقاط
في عام 2018، تبلغ قيمة الجائزة هي 165000 دولار. وتوزيع النقاط وفقًا للجدول التالي:
| المبارة         | V            | F            | DF           | QF          | 2T          | 1T          |
| نقاط (بي إس أي) | 2890         | 1900         | 1150         | 700         | 410         | 205         |
| الجائزة         | 45 600 دولار | 28 500 دولار | 17 100 دولار | 9 975 دولار | 5 700 دولار | 3 323 دولار |

## قائمة الترتيب
- نور الشربيني (بطلة المسابقة)
- كاميل سيرم (الدور الثاني)
- رنيم الوليلي (النهائي)
- نوران جوهر (نصف النهائي)
- نيكول دايفيد (ربع النهائي)
- سارة جين بيري (ربع النهائي)
- أليسون واترس (الدور الثاني)
- آني إيه يو (الدور الثاني)
- جويل كينغ (ربع النهائي)
- جوشنا تشينابا (الدور الثاني)
- نور الطيب (نصف النهائي)
- فيكتوريا لاست (الدور الثاني)
- أوليفيا بلاتشفورد (الدور الثاني)
- تسني إيفانز (ربع النهائي)
- دونا أوركهارت (الدور الأول)
- سلمى هاني إبراهيم أحمد (الدور الأول)

## وصلات خارجية
- الموقع الرسمي
- صفحة الاتحاد الدولي لمحترفي الاسكواش